# Haiti nos Jogos Olímpicos de Verão de 1928
O Haiti competiu nos Jogos Olímpicos de Verão de 1928 em Amsterdã, Holanda. A delegação do país consistiu em dois atletas, V.A. Theard e Silvio Cator. Cator ficou em segundo no salto em distância, ganhando a primeira medalha de prata da história do Haiti.

## Medalhistas
Prata
- Silvio Cator — Atletismo, Salto em distância masculino

## Atletismo
100m masculino
- V.A. Theard
  - Primeira Rodada — ≥ 10.8 s, 2º em sua bateria
  - Segunda Rodada — ≥ 10.6 s, 3º em sua bateria (→ não avançou)

200m masculino
- V.A. Theard
  - Primeira Rodada — ≥ 22.4 s, 3º em sua bateria (→ não avançou)

Salto em distância correndo masculino
- Silvio Cator
  - Fase preliminar — 7,58 m
  - Final — 7,58 m (→ 2º lugar)